# 10 złotych 1967 Karol Świerczewski
10 złotych 1967 Karol Świerczewski – okolicznościowa moneta dziesięciozłotowa, wprowadzona do obiegu 28 marca 1967 r. zarządzeniem z 17 marca 1967 r. (M.P. z 1967 r. nr 17, poz. 87), wycofana 1 stycznia 1978 r. zarządzeniem Ministra Finansów z dnia 21 maja 1977 r. (M.P. z 1977 r. nr 14, poz. 79).
Monetę wybito z okazji dwudziestej rocznicy śmierci generała Karola Świerczewskiego. Była bita w ramach serii tematycznej Wielcy Polacy.

## Awers
W centralnym punkcie umieszczono orzełka piastowskiego wzór 1943 obowiązującego do końca 1944 r. w 1 Dywizji Piechoty im. Tadeusza Kościuszki Polskich Sił Zbrojnych w ZSRR, na dole, po bokach orła rok 1967, dookoła napis „POLSKA RZECZPOSPOLITA LUDOWA”, na dole napis „ZŁ 10 ZŁ”, pod łapą orła, przy ogonie, znak mennicy w Warszawie, a na dole, pod cyframi „10" monogram projektanta.

## Rewers
Na tej stronie monety znajduje się lewy profil generała Karola Świerczewskiego w rogatywce polowej, dookoła napis „GEN. KAROL ŚWIERCZEWSKI WALTER 1897–1947”.

## Nakład
Monetę bito w Mennicy Państwowej, w miedzioniklu, na krążku o średnicy 28 mm, masie 9,5 grama, z rantem ząbkowanym, w nakładzie 2 000 000 sztuk, według projektu Wacława Kowalika.

## Opis
Dziesięciozłotówka była jedną z trzynastu dziesięciozłotówek obiegowych z okolicznościowym wizerunkiem bitych w latach 1964–1972 w Mennicy Państwowej, na krążkach o dwóch średnicach:
- 31 mm (1964–1965), 4 typy oraz
- 28 mm (1966–1972), 9 typów.

Okolicznościowe dziesięciozłotówki jeszcze w pierwszej połowie lat siedemdziesiątych dwudziestego wieku, w obrocie pieniężnym występowały dość powszechnie, ze względu na fakt, że stanowiły ponad 17 procent całej emisji dziesięciozłotówek (w roku 1973).
Moneta została wycofana z obiegu przez NBP w wyniku systemowej redukcji średnicy dziesięciozłotówek do 25 mm w związku z wprowadzeniem do obiegu monet o nominale 20 złotych i średnicy 29 mm.

## Wersje próbne
Istnieje wersja tej monety należąca do serii próbnej w niklu z wypukłym napisem „PRÓBA”, wybita w nakładzie 500 sztuk oraz wersja próbna technologiczna, z wypukłym napisem „PRÓBA”, w miedzioniklu, w nakładzie 10 sztuk.
W serii monet próbnych niklowych i jako próba technologiczna istnieje konkurencyjny projekt monety z generałem Karolem Świerczewskim z półprofilu bez czapki.